# 7 Komenda Odcinka Gubin
7 Komenda Odcinka Gubin – zlikwidowany samodzielny pododdział Wojsk Ochrony Pogranicza pełniący służbę na granicy polsko-niemieckiej.

## Formowanie i zmiany organizacyjne
7 Komenda Odcinka sformowana została w 1945 w strukturze organizacyjnej 2 Oddziału Ochrony Pogranicza. We wrześniu 1946 odcinek wszedł w skład Poznańskiego Oddziału WOP nr 2. W 1947 rozwiązano 6 komendanturę odcinka, a jej strażnice przejął zreformowany 7 odcinek w Gubinie. 24 kwietnia 1948, na bazie 7 Komendy Odcinka sformowano Samodzielny Batalion Ochrony Pogranicza nr 32.
7 Komenda Odcinka zlokalizowana była w Gubinie, w koszarach im. Moltkego przy obecnej ul. Wyzwolenia.

## Struktura organizacyjna
W czerwcu 1946 dyslokacja pododdziałów przedstawiała się następująco:
- komendantura odcinka nr 7 – Gubin
- strażnica nr 31 – Gubin południowy (Chrobrego 7(27)
- strażnica nr 32 – Gubin północny (Słowiańska 4)
- strażnica nr 33 – Budoradz
- strażnica nr 34 – Żytowań
- strażnica nr 35 – Kosarzyn

W czerwcu 1947 dyslokacja pododdziałów przedstawiała się następująco:
- 7 komenda odcinka Gubin
- 27 strażnica – Strzygów kat.2
- 28 strażnica – Markosice[c] kat.4
- 30 strażnica – Sękowice kat.4
- 31 strażnica – Gubin południowy kat.4
- 32 strażnica – Gubin płn kat.4
- 34 strażnica – Żytowań kat.4

## Dowódcy odcinka
- p.o. kpt. Bogusław Dudziński – do 5.12.1945
- mjr Siergiej	Chlustow – do 6.03.1946
- mjr Edward Sieńczak – do 30.04.1946
- mjr Hipolit Świderski – do 20.11.1946
- mjr Władysław Skrzynecki – do 19.12.1946
- mjr Stanisław Pachla – do reorganizacji odcinka